# Exestuberis gracilis
Exestuberis gracilis là một loài tò vò trong họ Ichneumonidae.